# 桑伽玛格拉玛的玛达瓦
桑伽玛格拉玛的玛达瓦 (英語：Madhava of Sangamagrama) （约1340-约1425）是一位印度数学家和天文学家，被认为是喀拉拉邦天文学和数学学派的创始人。玛达瓦对无穷级数、微积分、三角学、几何和代数的研究做出了开创性贡献。他是第一个对一系列三角函数使用级数近似的人。

## 贡献
他发现了正弦、余弦、反正切函数的无穷级数，以及许多计算圆周长的方法。此外，他编写了一张准确的正弦表。表上的值精确到小数点后第七位。他以二十四个相等的间隔划分一个四分之一圆，给出了与每个角度相对应的正弦。据信，他可能是根据级数展开计算出这些值的。